# Alejandro Navajas
Alejandro Navajas Garrido (Málaga, 6 de octubre de 1986) es un jugador español de baloncesto. Con 2.03 metros de estatura juega de Ala-pívot y su actual equipo es el Lourdes de Francia.

## Biografía
El jugador de Churriana, formado en EBG Guindos, destaca por su versatilidad bajo los aros así como por su tiro desde media distancia. Alex Navajas fue convocado con el primer equipo de Unicaja Baloncesto, y durante esa temporada pudo ser partícipe de la Liga ACB de la temporada 2005-06. La mayoría de su carrera deportiva ha transcurrido en la Liga LEB Oro y Liga LEB Plata.
Después de más de 10 años jugando en LEB, en el año 2016 ficha por el Worcester Wolves de Inglaterra, equipo en el que disputa dos temporadas promediando 9 puntos y 5 rebotes en 69 encuentros disputados. En el año 2018 ficha por el Lourdes de la NM1.

## Clubes
- Clínicas Rincón Axarquía (2007-2009)
- Unicaja Málaga/Clínicas Rincón Axarquía (2009-2010)
- Club Deportivo Maristas Palencia (2010-2011)
- CB Breogán (2011-2013)
- Basket Navarra Club  (2013-2014)
- Club Baloncesto Lucentum Alicante (2014-2015)
- Marín Ence PeixeGalego (2015-2016)
- Worcester Wolves (2016-2018)
- Union Tarbes-Lourdes Pyrénées Basket (2018-)